# Convolució de Dirichlet

Funció zeta de Riemann ζ(z) representada amb coloració del domini.

En matemàtiques, la convolució de Dirichlet és una operació binària definida per a funcions aritmètiques; és important en la teoria dels nombres. Va ser desenvolupat per Peter Gustav Lejeune Dirichlet.
Si {\displaystyle f,g:\mathbb {N} \to \mathbb {C} } són dues funcions aritmètiques des dels nombres enters positius als nombres complexos, la convolució de Dirichlet f ∗ g és una nova funció aritmètica definida per:
{\displaystyle (f*g)(n)\ =\ \sum _{d\,\mid \,n}f(d)\,g\!\left({\frac {n}{d}}\right)\ =\ \sum _{ab\,=\,n}\!f(a)\,g(b)}
on la suma s'estén sobre tots els divisors positius d de n, o equivalent a tots els parells diferents (a, b) d'enters positius el producte dels quals és n.
Aquest producte es produeix de manera natural en l'estudi de sèries de Dirichlet com la funció zeta de Riemann. Descriu la multiplicació de dues sèries de Dirichlet en termes dels seus coeficients:
{\displaystyle \left(\sum _{n\geq 1}{\frac {f(n)}{n^{s}}}\right)\left(\sum _{n\geq 1}{\frac {g(n)}{n^{s}}}\right)\ =\ \left(\sum _{n\geq 1}{\frac {(f*g)(n)}{n^{s}}}\right).}

conjunt de funcions aritmètiques forma un anell commutatiu, el Dirichlet ring, sota l'addició puntual, on f + g es defineix per (f + g)(n) = f(n) + g(n), i la convolució de Dirichlet. La identitat multiplicativa és la funció unitat ε definida per ε(n) = 1 si n = 1 i ε(n) = 0 si n > 1. Les unitats (elements invertibles) d'aquest anell són les funcions aritmètiques f amb f(1) ≠ 0.